# Borgo San Lorenzo

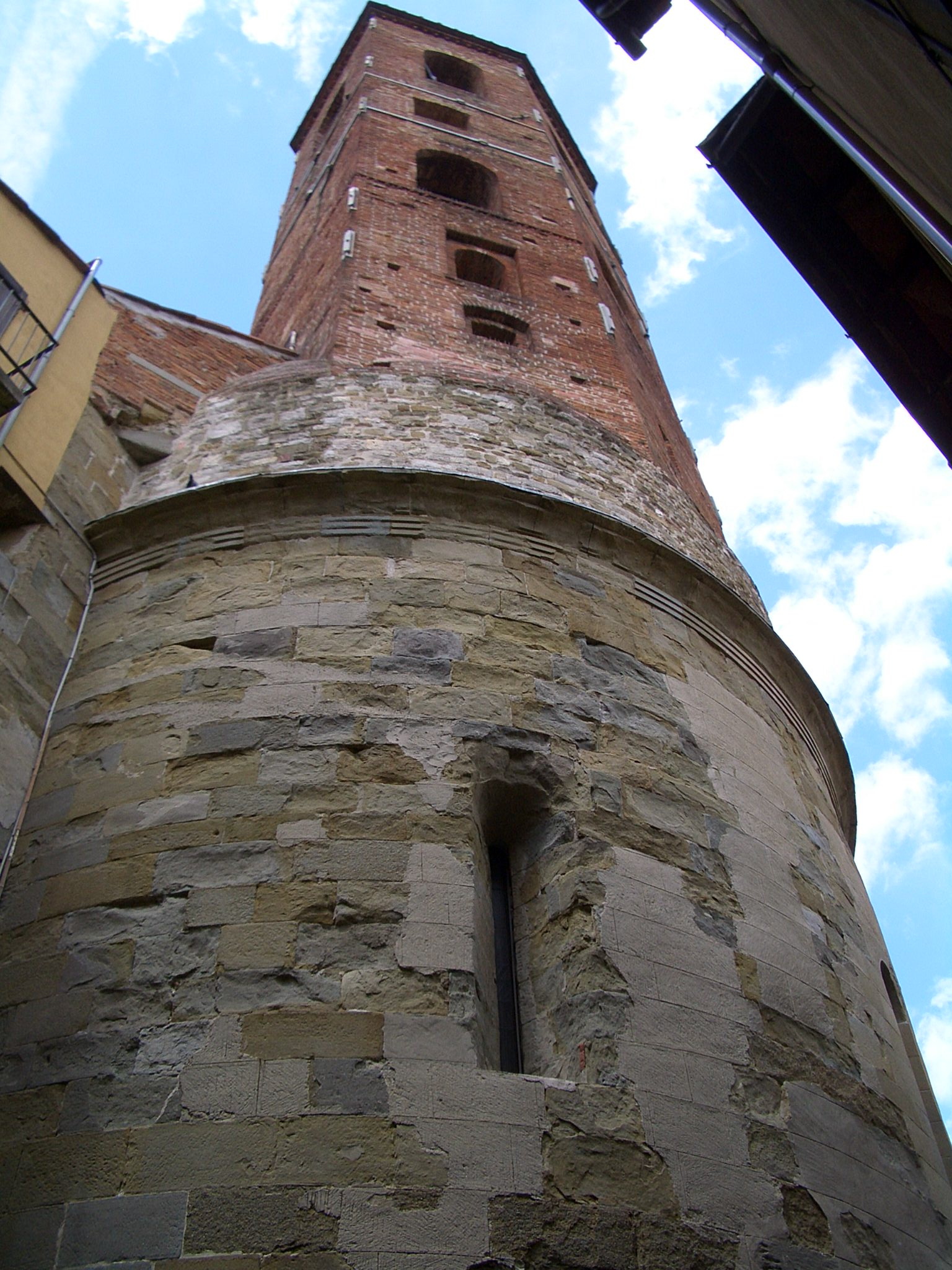
L'església de San Lorenzo a Borgo San Lorenzo

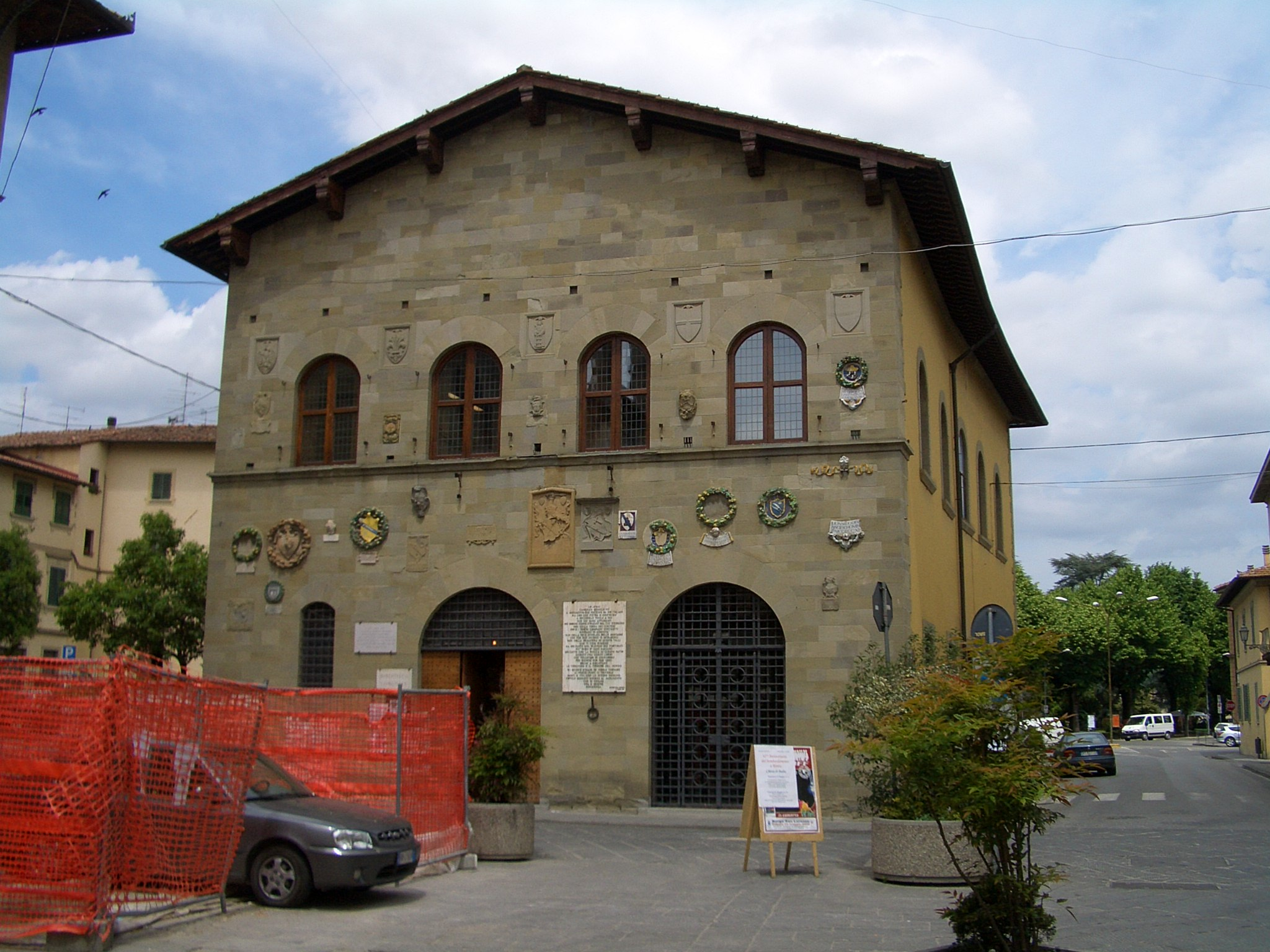
La biblioteca pública municipal

Borgo San Lorenzo és un comune (municipi) de la ciutat metropolitana de Florència, a la regió italiana de la Toscana, situat uns 20 km al nord-est de Florència. L'1 de gener de 2018 tenia 18.419 habitants.
Limita amb els municipis de Fiesole, Firenzuola, Marradi, Palazzuolo sul Senio, Pontassieve, Scarperia e San Piero, Vaglia i Vicchio.